# Seram
Seram (także: Ceram, Seran) – wyspa w Indonezji w archipelagu Moluki, położona pomiędzy morzem Banda a morzem Seram; powierzchnia górzysta (najwyższy szczyt Binaiya 3019 m n.p.m.), porośnięta lasem, liczne rzeki.
W 2010 r. wyspa liczyła 434 133 obywateli; dla porównania, w 1971 r. było ich 97 tys.
Powierzchnia ok. 17 200 km². Administracyjnie należy do prowincji Moluki. Uprawa kokosowców, ryżu, kawy i tytoniu; pozyskiwanie drewna. Na wyspie rozwneło się rybołówstwo oraz wydobycie ropy naftowej. Głównym miastem jest Wahai.
Na Seram występuje 117 gatunków ptaków, z czego 14 jest endemitami Indonezji. Należy do nich dama czerwonobrzucha (Lorius domicella), łowczyk lazurowy (Todiramphus lazuli), łowczyk czczony (T. sanctus), filemon szaroszyi (Philemon subcorniculatus), szkarłatka niebieskogrzbieta (Alisterus amboinensis) oraz płomykówka seramska (Tyto almae), odkryta w 2012. Na wyspie znajduje się Park Narodowy Manusela.